# Adobe Version Cue
Adobe Version Cueは、アドビが販売しているいくつかの製品群に付属するバージョン管理ソフトウェアである。単品では発売されていない。他のCreative Suite群のソフトウェアから利用できるように設計されている。